# Macrotarsipus africanus
Macrotarsipus africanus là một loài bướm đêm thuộc họ Sesiidae. Loài này có ở Cameroon, Guinea Xích Đạo và Gabon.